# Manusela (lud)
Manusela – indonezyjska grupa etniczna zamieszkująca tereny górzyste w środkowej części wyspy Seram (Moluki). Ich obszar obejmuje góry Manusela oraz rejon zatoki Teluti na południu. Populacja Manusela wynosi 5 tys. osób.
Posługują się rozdrobnionym dialektalnie językiem manusela (wahai) z wielkiej rodziny austronezyjskiej. Są wewnętrznie zróżnicowani, dzielą się na szereg grup subetnicznych. Określenie „Manusela” pochodzi od nazwy jednej z najważniejszych wsi w regionie.
Wyznają chrześcijaństwo (protestantyzm), ale niektórzy utrzymują tradycyjne wierzenia. Grupa Huaulu w większym stopniu zachowała swoje rodzime wierzenia i praktyki. W czasach przedkolonialnych znajdowali się pod wpływem polityczno-kulturowym ludu Ternate. Tradycyjne wierzenia, obejmujące elementy szamanizmu, zostały poddane wpływom hinduizmu.
Do ich głównych zajęć należą: ręczne rolnictwo tropikalne (rośliny bulwiaste, korzeniowe, strączkowe, w niewielkim stopniu ryż suchy), łowiectwo (jelenie, torbacze, dziki). Tradycyjne pożywienie głównie na bazie ryżu i sago.
Jeszcze pod koniec lat 70. XX w. utrzymywali swój rodzimy język i styl życia. W nowszych czasach nie opierają się kontaktom zewnętrznym (dotyczy to zarówno ludności górskiej, jak i mieszkańców wybrzeża). Stwierdzono również wzrost roli lokalnego malajskiego oraz języka indonezyjskiego (które stają się preferowanymi środkami komunikacji).